# Hohenwarther Platte
Die Hohenwarther Platte ist eine tertiäre Schotterfläche und erstreckt sich vom nördlichen Tullnerfeld bis in das südwestliche Weinviertel.

## Entstehung
Die ausgedehnte Schotterfläche wurde im Pliozän, also noch vor den Eiszeiten, von der Urdonau aufgeschüttet, die damals über das Weinviertel floss. Sie schließt in Fließrichtung der Urdonau an die Südflanke des Manhartsberges an und wird im Osten durch das Schmidatal unterbrochen. Die Urdonau floss dann weiter durch das Fahndorfer Hügelland und den Ernstbrunner Wald.
Nachdem früher Wasser als Mangelware galt, entstanden die Siedlungen zumeist bei Quellen, was teilweise auch an deren Namen wie (Ebersbrunn oder Radlbrunn) erkennbar wird. Namensgebend ist der Ort Hohenwarth.